# Мужская сборная Маврикия по баскетболу 3×3
Мужская сборная Маврикия по баскетболу 3×3 представляет Маврикий на международных соревнованиях по баскетболу 3×3. Управляющим органом является Федерация баскетбола Маврикия (англ. Mauritius Basketball Federation).
По состоянию на 18 сентября 2024, мужская сборная Маврикия по баскетболу 3×3 занимает 190-е место в мировом рейтинге ФИБА мужских сборных по баскетболу 3×3.

## Результаты выступлений
| Турнир           | Золото | Серебро | Бронза | Всего |
| ---------------- | ------ | ------- | ------ | ----- |
| Чемпионат Африки | —      | —       | —      | '—    |
| Итого            | —      | —       | —      | —     |

### Чемпионат Африки
| Год          | Место          | Игры           | Победы         | Поражения      | Состав команды                                                |
| ------------ | -------------- | -------------- | -------------- | -------------- | ------------------------------------------------------------- |
| 2017—2018    | не участвовали | не участвовали | не участвовали | не участвовали | не участвовали                                                |
| Кампала 2019 | 12             | 2              | 0              | 2              | Sébastien Babet, Jean Gerie, Kerry Laprovidence, Jean Modliar |
| 2022—н. в.   | не участвовали | не участвовали | не участвовали | не участвовали | не участвовали                                                |